# Génération de la ronde
Génération de la ronde est un mouvement littéraire et la quatrième période de la littérature haïtienne  qui va de 1898 à 1915.

## Historique
La Génération de la ronde est l'un des plus controversés  des mouvements littéraires haïtiens et l'un des plus riches également qui doit son origine à la revue La Jeune Haïti.  Il s'est concrétisé dans et par La Ronde, une revue littéraire fondée par Pétion Gérome et Dantès Bellegarde. Il s'est poursuivi jusqu'à l'occupation par Haïti littéraire et sociale (1905-1912) revue fondée par Frédéric Marcelin et par Haïti littéraire et scientifique, qui ne vécut que deux ans et que dirigèrent les frères Laforest, Antoine et Edmond.

## L'objectif du mouvement de la ronde
Les écrivains de la génération de la ronde voulaient investir leur capital socio- culturel dans la revalorisation de la poésie haïtienne. Ils refusent la poésie trop militante de leurs prédécesseurs et se propose de diffuser une littérature plus humaniste qui trouvait un public avide tant sur le plan national qu'au sein de la francophonie plus large.

## Les écrivains de la ronde

### Fondateurs
Dantès Louis Bellagarde était à la fois chef de fil et secrétaire, ensuite Pétion Gérome , Seymour Pradel et Georges Sylvain.

### Les poètes
Alcibiade Pommayrac, Etzer Vilaire, Louis Borno, Georges Sylvain, Amédée Brun, Seymour Pradel, Charles Moravia, Edmond Laforest, Damoclès Vieux, Probus Blot, Victor Mangonès, Constantin Mayard, Georges Lescouflair, Ida Faubert, Ernest Douyon, Justinien Ricot.

### Les conteurs
Justin Godefroy, Amilcar Duval, Jules Dévieux, Luce Archin Lay

### Les romanciers
Frédéric Marcelin, Justin L'hérisson, Fernand Hibbert, Antoine Innocent, Félix Courtois, Léon Laleau.